# Oxypurinol
L'oxypurinol, ou alloxanthine, est un composé organique du groupe des pyrazoles. Il s'agit d'un inhibiteur irréversible de la xanthine oxydase et, à ce titre, il bloque la formation d'acide urique. C'est un métabolite dérivé in vivo de l'allopurinol, ce qui fait que ce dernier est utilisé comme médicament contre la goutte et pour traiter divers désordres impliquant la xanthine oxydase. L'oxypurinol est éliminé naturellement par voie rénale.